# Felipe de la Gándara
Felipe de la Gándara y Ulloa (Alhariz, 1596 — Madrid, 1676), foi um humanista galego dos séculos XVI e XVI.

## Biografia
Professou como membro da Ordem de Santo Agostinho em  Salamanca no ano de 1615, e foi eleito mestre da ordem em 1656. A Junta do Reino da Galiza o nomeou cronista do Reino da Galiza. Escreveu diversas obras, entre elas destaca-se Armas y Triunfos. Hechos heroicos de los hijos de Galicia (1662), uma obra genealógica na forma de alegação da defesa dos nobres galegos e da sua origem.

## Obras
- Armas i triunfos. Hechos heroicos, de los hijos de Galicia. Elogios de su nobleza, i de la maior de España, i Europa. Resumen de los servicios que este Reino á echo á la Magestad del Rei Felipe IV nuestro Señor (1662). Madrid; editado por Pablo de Val. 682 páginas e 1 lâmina (escudo de Alonso de Oca). Em 1677, foi reeditada com 664 páginas. Em 1970 foi editado um fac-símile dentro da coleção Bibliófilos Gallegos, com a introdução de Xosé Filgueira Valverde.
- Descripción, armas, origen y descendencia de la muy noble, y antigua Casa de Calderón de la Barca, y sus sucessiones continuadas, que escrivió el Rmo. P. M. Fr. Phelipe de la Gándara... (1753). Madrid; editado por Juan de Zúñiga. 302 páginas. Obra póstuma.
- El Cisne occidental canta las palmas y trivnfos eclesiasticos de Galicia. Ganados por svs hijos insignes, santos, y varones ilustres, y ilustrissimos martires, pontifices, virgenes, confessores, doctores, y escritores, que los han merecido en la iglesia militante, para reinar con Dios en la triunfante. Obra postvma, Madrid: Julián de Paredes, 1678, 2 volumes. Reeditada na Corunha, Orbigo, imp. 2007.